# Peter the Great (cane)

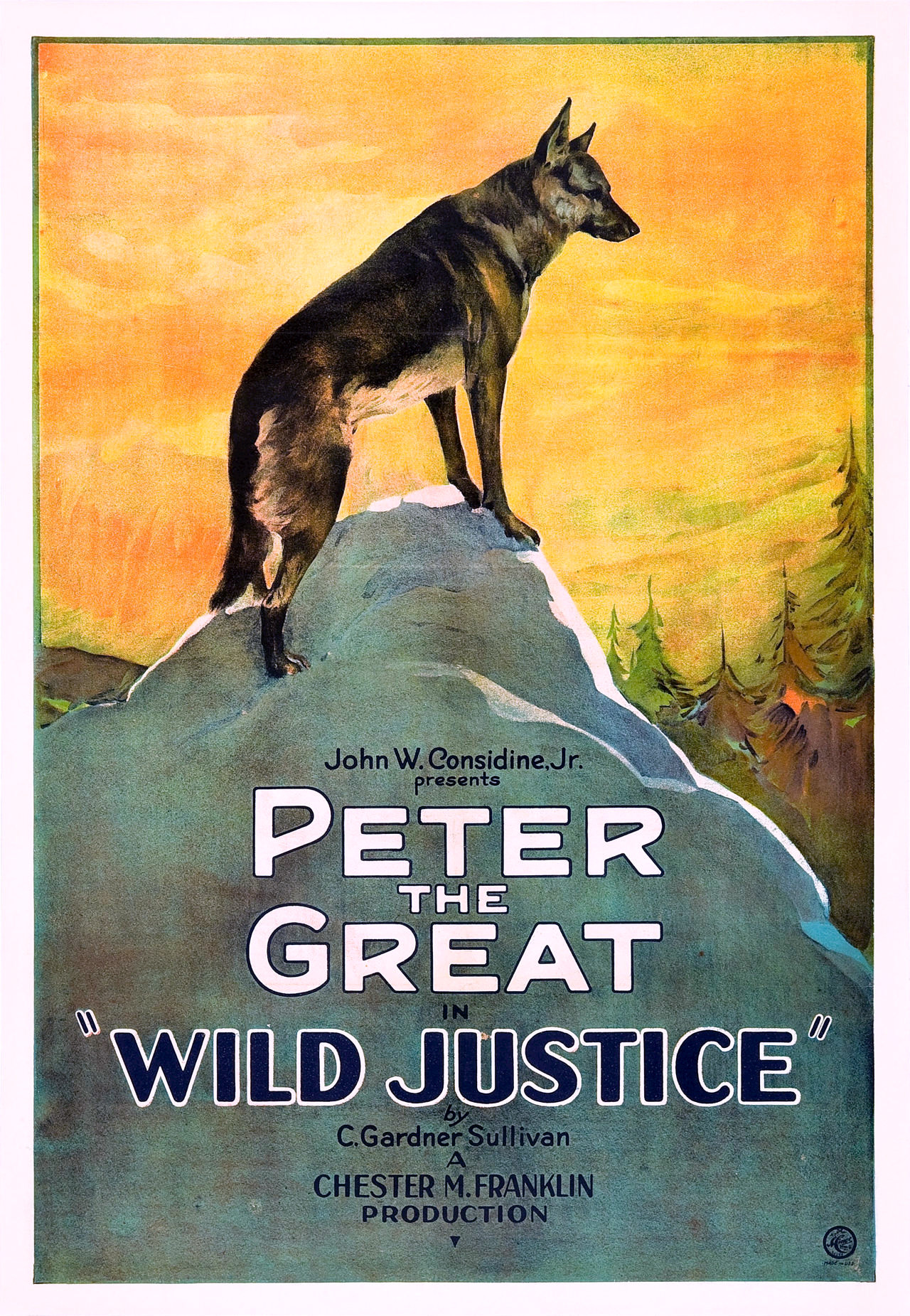
Poster di un film del 1925

Peter the Great era il nome di un cane pastore tedesco che, dopo essere stato addestrato in Germania per due anni all'accademia di polizia di Berlino, venne portato a Hollywood per essere impiegato nel cinema dove divenne una star canina del muto.

## Biografia
Peter venne comperato nel 1920 in Germania per cento dollari dall'attore Edward Faust e dal suo socio Charles B. Dreyer che lo portarono a Hollywood. Diventato una star canina, Peter lavorò in diversi film.
Secondo notizie contemporanee, il cane fu colpito e ucciso il 6 giugno 1926 da Fred Cyriacks. L'uomo affermò che non intendeva ferire lui, ma che stava sparando a Faust e Dreyer per legittima difesa. I giornali riferirono che Faust e Dreyer si erano presentati ubriachi davanti alla casa di Cyriacks iniziando una disputa. Per la morte di Peter, i due, nel luglio 1926, intentarono causa a Cyriacks con una richiesta di risarcimento di 250.000 dollari. Nel 1931, il tribunale giudicò che la richiesta era eccessiva, avviando un nuovo processo. Nel 1932, le parti giunsero alla fine a un accordo extragiudiziale.

## Filmografia
- Little Red Riding Hood, regia di Alfred J. Goulding e Al Herman - cortometraggio (1922)
- Aggravatin' Papa, regia di Harold Beaudine - cortometraggio (1924)
- The Silent Accuser, regia di Chester M. Franklin (1924)
- Wild Justice, regia di Chester M. Franklin (1925)
- The Sign of the Claw, regia di Reeves Eason (1926)
- King of the Pack, regia di Frank Richardson (1926)